# Eisgarn
Eisgarn è un comune austriaco di 684 abitanti nel distretto di Gmünd, in Bassa Austria; ha lo status di comune mercato (Marktgemeinde).